# Bombus richardsiellus
Bombus richardsiellus är en biart som först beskrevs av Borek Tkalcu 1968.  Den ingår i släktet humlor och familjen långtungebin. Inga underarter finns listade. Arten förekommer i Östasien.

## Beskrivning
Bakkroppens päls är övervägande svart, men med band i avvikande färg: Drottningarna har pälsen på tergit 1 till 3, samt främre hälften av tergit 4 svart, och större delen av de resterande tergiterna vit. Arbetarna har åtminstone inblandning av gula hår på tergit 1 och främre till hela delen av tergit 2, orange päls på större eller mindre delar av tergit 4 och 5, och vit päls på yttersta delen av bakkroppen. Hanen har gul päls på de två främre tergiterna, svart på tergit 3, och orange på tergit 4 till 5. Drottningen är påtagligt större än de övriga kasterna med en kroppslängd på 20 till 21 mm, arbetarna är 10 till 15 mm långa, och hanarna är omkring 12 mm långa.

## Utbredning
Arten har påträffats i norra Myanmar, Tibet samt Yunnan i Kina.

## Ekologi
Bombus richardsiellus är en bergsart. Den är polylektisk, den flyger till blommande växter från många olika familjer. I Kina är arten en potentiellt viktig pollinatör av Rhododendron cyanocarpum.